# إدموند كلارك
إدموند كلارك (بالإنجليزية: Edmund M. Clarke)‏ ولد في 27 يوليو 1945 عالم حاسوب أمريكي، أستاذ علم الحاسوب في جامعة كارنيغي ميلون، فاز بجائزة تورنغ في عام 2007.

## وصلات خارجية
- إدموند كلارك في شجرة علماء الرياضيات